# PradoRey
PradoRey es la marca comercial bajo la cual se elaboran y comercializan vinos con denominaciones de origen de Ribera del Duero y Rueda. Además, también se comercializan bajo esta misma marca y otras productos de vinoterapia y aceite de oliva virgen extra.

## Historia
La historia de PradoRey se remonta a 1503. El 11 de noviembre de ese año, el segundo Conde de Ribadeo vendió la finca donde se ubica la bodega de PradoRey en la Ribera del Duero (Real Sitio de Ventosilla) de 3000 hectáreas a la reina Isabel la Católica, permaneciendo en la Real Corona de Castilla hasta 1521, fecha en la que, por donación de Carlos I, pasó a manos del II Marqués de Denia.
En el año 1600, su descendiente D. Francisco Gómez Sandoval y Rojas, primer Duque de Lerma y primer ministro del rey Felipe III, construyó en la finca un palacio para ofrecer digno albergue al Rey en sus numerosas estancias. Estas visitas regias motivaron que en adelante fuera conocida como "Real Sitio de Ventosilla", nombre que le correspondería pues entre sus propietarios destacan la reina Isabel la Católica, su hija Juana o Carlos I. Fue en la época del primer duque de Lerma cuando se inició la colonización agrícola y ganadera de la finca. La finca permanece en manos de la realeza hasta el siglo XIX, fecha en que pasa a ser propiedad de duque de Caldas que subarrendó la finca hasta que en 1921 la familia Velasco se hace con la misma y la convierte en una explotación agrícola y ganadera.
La suavidad y el deleite de los aires dieron quizá el nombre a Ventosilla que, por la calidad y abundancia de piezas, resultó el caladero preferido de reyes y magnates.
Hoy el palacio se ha convertido en Posada Real con 18 habitaciones. El edificio, magnífico en su construcción por sus amplias proporciones y estilo herreriano, conserva intacta su arquitectura exterior y los blasones de las casas de Lerma y Medinaceli. Orientado al enoturismo oferta, además de las instalaciones deportivas y de ocio, una actividad vinícola orientada a catas, visitas guiadas a la bodega así como un recorrido por sus extensos viñedos.
Acompañando al palacio, en el siglo XVI se construyó una iglesia parroquial bajo la advocación de san Andrés que, integrada en una sola nave, alberga un magnífico retablo gótico catalogado dentro de estilo hispano-flamenco del siglo XVI. A pesar de que en los años 50 sufrió una reforma, aún se puede apreciar la belleza del retablo y la pila románica.
En la actualidad los propietarios son la familia Cremades. Javier Cremades, ingeniero agrónomo y propietario de Real Sitio de Ventosilla, plantó 520 hectáreas de viñedo divididas en 7 pagos en los que se plantaron hasta 8 clones distintos de Tinta Fina, recuperándose cepas de más de 100 años de antigüedad. Dentro de la finca se ubica la actual bodega, Bodegas y Viñedos Real Sitio de Ventosilla, donde nacen los actuales vinos que PradoRey tiene con Denominación de Origen Ribera del Duero. En el año 2007 se construyó otra bodega en el término municipal de Rueda, PradoRey Rueda, con el objetivo de elaborar vino blanco.

## Descripción
PradoRey Ribera de Duero, Real Sitio de Ventosilla, es autosuficiente energéticamente, ya que tiene una presa en el río Duero y se ha implementado un parque de energía solar.

### Responsabilidad social corporativa
PradoRey fue la primera bodega que ha recibido el premio a la "Empresa Burgalesa Socialmente Responsable" debido fundamentalmente a políticas sociales y medioambientales como: 
- Reciclado de residuos
- Donación de ordenadores
- Reducción del consumo de propano
- Comedor para empleados
- Guardería para hijos de empleados
- Reestructuración de horarios
- Sustitución de coches de empresa por modelos "eco"

## Enoturismo
Ambas bodegas están orientadas al enoturismo donde el visitante podrá elegir entre un amplio número de actividades dirigidas tanto a particulares como a grupos y/o empresas:

### Ribera del Duero
- Alojamiento en Posada Real (18 habitaciones)
- Visitas guiadas a la bodega
- Visitas guiadas a la finca en jeep (solo bodega PradoRey D.O. Ribera de Duero)
- Visitas a los viñedos
- Visitas educacionales para colegios
- Degustaciones de vino
- Cursos de cata
- Catas maridadas con chocolate/golosinas/turrones
- Catas gourmet
- Tienda
- Comidas y cenas para grupos
- Presentaciones
- Reuniones para empresas
- Actividades de incentivos para empresas
- Actividades especiales:
  - Jornadas de teatro barroco
  - Cenas barrocas de la vendimia
  - Actividades especiales en vendimias

### Rueda
- Visitas guiadas a la bodega
- Audiovisual educativo en 3D
- Túnel de los sentidos
- Sala de exposiciones
- Restaurante
- Tienda gourmet
- Visitas educacionales para colegios
- Degustaciones de vino
- Cursos de cata
- Catas maridadas con chocolate/golosinas/turrones
- Catas gourmet
- Comidas y cenas para grupos
- Presentaciones
- Reuniones de empresas

## Marcas y productos
- Vinos rosados y tintos Denominación de Origen Ribera del Duero
- PradoRey Rosado
- PradoRey Roble
- PradoRey Finca Seleccionada Valdelayegua (Crianza)
- PradoRey Reserva
- Series Históricas. Edición especial coleccionistas.
- Vinos blancos Denominación de Origen Rueda
- PradoRey Verdejo
- PradoRey Sauvignon Blanc
- PR3 Barrias
- Aceite de Oliva Virgen Extra
- PradoRey Oro Líquido (Arbequina 100%)
- Vinoterapia
- PradoRey Crema de cara hidratante
- PradoRey Body Milk
- Quesos
- Queso de Oveja Curado Real Sitio de Ventosilla
- Queso de Oveja Semicurado Real Sitio de Ventanilla